# Manzanares (Ciudad Real)
Manzanares er en by og kommune i det sydlige centrale Spanien i provinsen Ciudad Real. Den har et indbyggertal på 17.745 (2024) indbyggere.